# 甘维德
甘維德（德語：Peter Gratian Grimm；1901年7月28日—1972年11月24日；聖名：伯多祿），是天主教德國籍主教及方濟嘉布遣會會士。曾任甘肅省秦州教區主教。（1949年-1959年）

## 生平
甘維德出生於1901年7月28日，在德意志帝國賴因黑森地區尤根海姆。1924年，他在22歲時加入方濟嘉布遣會。1930年8月10日，甘維德時29歲時獲晉鐸，後赴中國甘肅省傳教。
1949年4月21日，甘維德在47歲時獲時任教宗庇護十二世任命為甘肅省|秦州教區首任正權主教。同年7月25日，由鳳翔教區主教王道南祝聖。
同年10月1日，中國共產黨在中國大陸地區建立中華人民共和國，並開始針對天主教進行宗教迫害及打壓，教會已經無法正常功能。1950年代，甘維德主教與其他外籍傳教士被中國政府捕捉及驅逐出境，後被修會派到印尼傳教。
1959年11月17日，甘維德主教在58歲時調任印尼實武牙宗座監牧區宗座監牧。甘主教曾出席1962年至1965年期間舉行的梵蒂岡第二屆大公會議。
1971年3月12日，在他69歲時獲准榮休，後返回西德。1972年11月24日，甘維德主教在西德巴登-符騰堡州奧特斯韋爾去世，享年71歲。